# Xi Capricorni
Xi Capricorni o Xi2 Capricorni (ξ Cap / 2 Capricorni / HD 191862) es una estrella en la constelación de Capricornio de magnitud aparente +5,85.
Se encuentra a 91 años luz de distancia del sistema solar. 
Xi Capricorni es una estrella blanco-amarilla de tipo F7V que, como el Sol, obtiene su energía de la fusión nuclear del hidrógeno.
Con una temperatura superficial de 6353 K, es unos 575 K más caliente que el Sol, siendo sus características físicas muy similares a las de Asellus Primus (θ Bootis) o a las de ι Piscium, si bien se halla al doble de distancia que estas dos estrellas.
Tiene una luminosidad 2,7 veces mayor que la del Sol y gira sobre sí misma con una velocidad de rotación de al menos 11 km/s.
Su metalicidad es inferior a la solar ([Fe/H] = - 0,17).
Su masa es un 19% mayor que la masa solar, estimándose su edad entre 2500 y 4780 millones de años.
Xi Capricorni parece formar un sistema binario amplio con HIP 99550 (LP 754-50), enana roja de tipo M0Vk y magnitud +11,3, cuya masa aproximada sería de 0,55 masas solares. La separación entre ambas estrellas se estima en 28.300 ± 300 UA y el período orbital puede ser de 3,7 millones de años.